# Userbar
Userbars sind kleine – teils auch animierte – Grafiken, die man häufig als Signatur in Internetforen findet. In den meisten Fällen zeigen Userbars die Hobbys und Interessen oder die grafischen Fähigkeiten des Nutzers. Es gibt Standards, die von verschiedenen Communitys festgelegt sind, um ein möglichst einheitliches Erscheinungsbild zu gewährleisten. Trotzdem gibt es einige Ausnahmen, die verschiedene Größen oder Schriftarten benutzen. Manche Userbars unterstützen auch Bilder, die über die normale Breite von 350 Pixeln hinausgehen.

## Userbar-Eigenschaften
Userbars gibt es in verschiedenen Aufmachungen; normalerweise haben sie aber dennoch eine Menge gemeinsam:
- 350 Pixel Breite
- 19 Pixel Höhe
- Halbdurchsichtige Streifen von Links unten nach Rechts oben (45°)
- Die „Visitor TT2 (BRK)“-Schriftart (weiße Schrift mit 12Pt (13px), schwarze Kontur von 1px, kein Fettdruck und kein Anti-Alias)
- PNG-Format für gute Qualität, GIF für Userbars mit Animationen

In modernen Varianten mit schwarzer Kontur und 3D-Schein bzw. ohne feste Schriftformate.

## Beispiele für Userbars
- "Wikipedia User"